# Meta Platforms
Meta Platforms, Inc., kallas endast Meta, tidigare Facebook Inc, är ett amerikanskt multinationellt förvaltningsbolag som äger bland annat Facebook, Instagram, Messenger, Oculus VR, Threads och Whatsapp.

## Historik
Företaget grundades den 4 februari 2004 som Facebook, Inc av Chris Hughes, Andrew McCollum, Dustin Moskovitz, Eduardo Saverin och Mark Zuckerberg. År 2012 köpte företaget Instagram för en miljard amerikanska dollar. År 2014 köpte Facebook Inc. även meddelandeapplikationen Whatsapp för 19 miljarder dollar. Den 28 oktober 2021 bytte företaget namn till det nuvarande.

### Börsnotering
Facebook börsnoterades i maj 2012 på Nasdaq. De närmaste dagarna efter introduktionen föll aktien och många handlare upplevde tekniska problem som gjorde att de av misstag köpte fler aktier än avsett, vilket när de sedan sålde bidragit till kursfallet. Flera stämningar har riktats mot Facebook, Nasdaq och Morgan Stanley och börsnoteringen ska utredas av den amerikanska finansinspektionen.